# Église St. James de Piccadilly
L'église Saint-Jacques de Piccadilly (anglais : St James's Church), également connue sous le nom d'église Saint-Jacques de Westminster et Saint-Jacques-des-Champs (anglais : St James-in-the-Fields), est une église anglicane située à Piccadilly, dans le centre de Londres, au Royaume-Uni. L'église a été conçue et construite par Sir Christopher Wren.

## Histoire

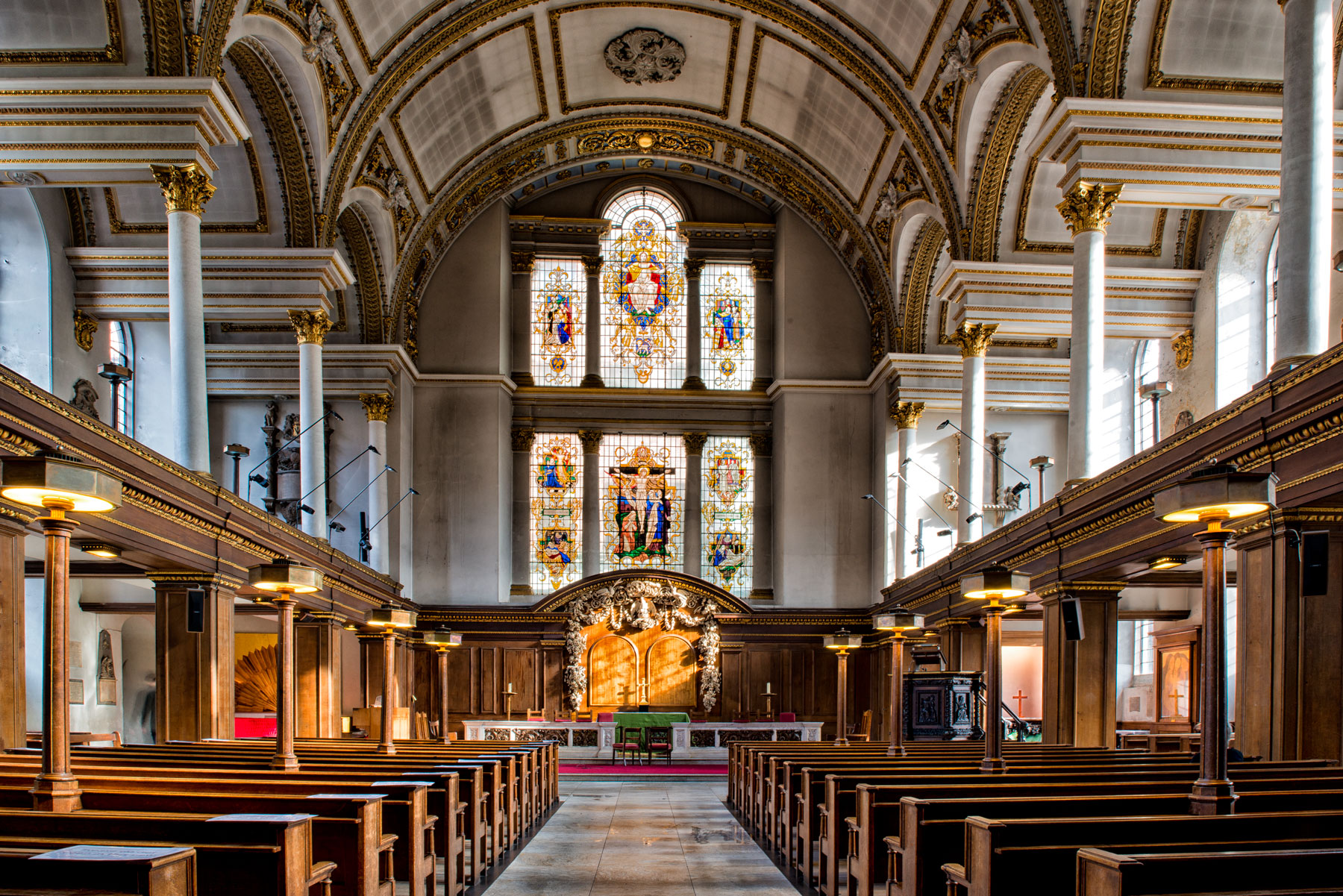
Intérieur de l'église.

En 1662, Henry Jermyn, 1er comte de St Albans, obtient un terrain à bâtir sur ce qui était alors la périphérie de Londres. Il réserve un espace pour la construction d'une église paroissiale et d'un cimetière sur le côté sud de ce qui est maintenant Piccadilly. Christopher Wren en est nommé architecte en 1672 et l'église fut consacrée le 13 juillet 1684 par Henry Compton, évêque de Londres. En 1685, la paroisse de Saint-Jacques est fondée.
L'église est gravement endommagée par les bombardements lors du Blitz de Londres le 14 octobre 1940. Après la Seconde Guerre mondiale, des entrepreneurs spécialisés, Rattee et Kett, de Cambridge, sous la supervision de MM. WF Heslop et F. Brigmore, entreprennent des travaux de restauration, qui sont achevés en 1954. Le jardin Southwood Garden est créé dans le cimetière par le vicomte Southwood en tant que jardin du souvenir, « pour commémorer le courage et la force des habitants de Londres », et a été ouvert par la reine Mary de Teck en 1946.
Comme de nombreuses églises du centre de Londres entourées de bâtiments commerciaux et de moins en moins de logements, elle décline décline dans les années 1960 et 1970. En 1980, Donald Reeves devient recteur. L'évêque aurait dit « ce que vous faites ne me dérange pas, gardez ce lieu ouvert ». De nombreuses activités sont alors développés, et la congrégation gagne la réputation d'être une église progressiste, libérale et engagée. Il y a des explorateurs spirituels, des réunions de prière juliennes, un groupe LGBT et bien d'autres. La communauté a activement soutenu et soutient l'ordination des femmes à tous les ordres de l'Église anglicane , le traitement juste des demandeurs d'asile et de ceux qui vivent dans la pauvreté. Elle célèbre ce qu'elle appelle « l'accueil radical ».

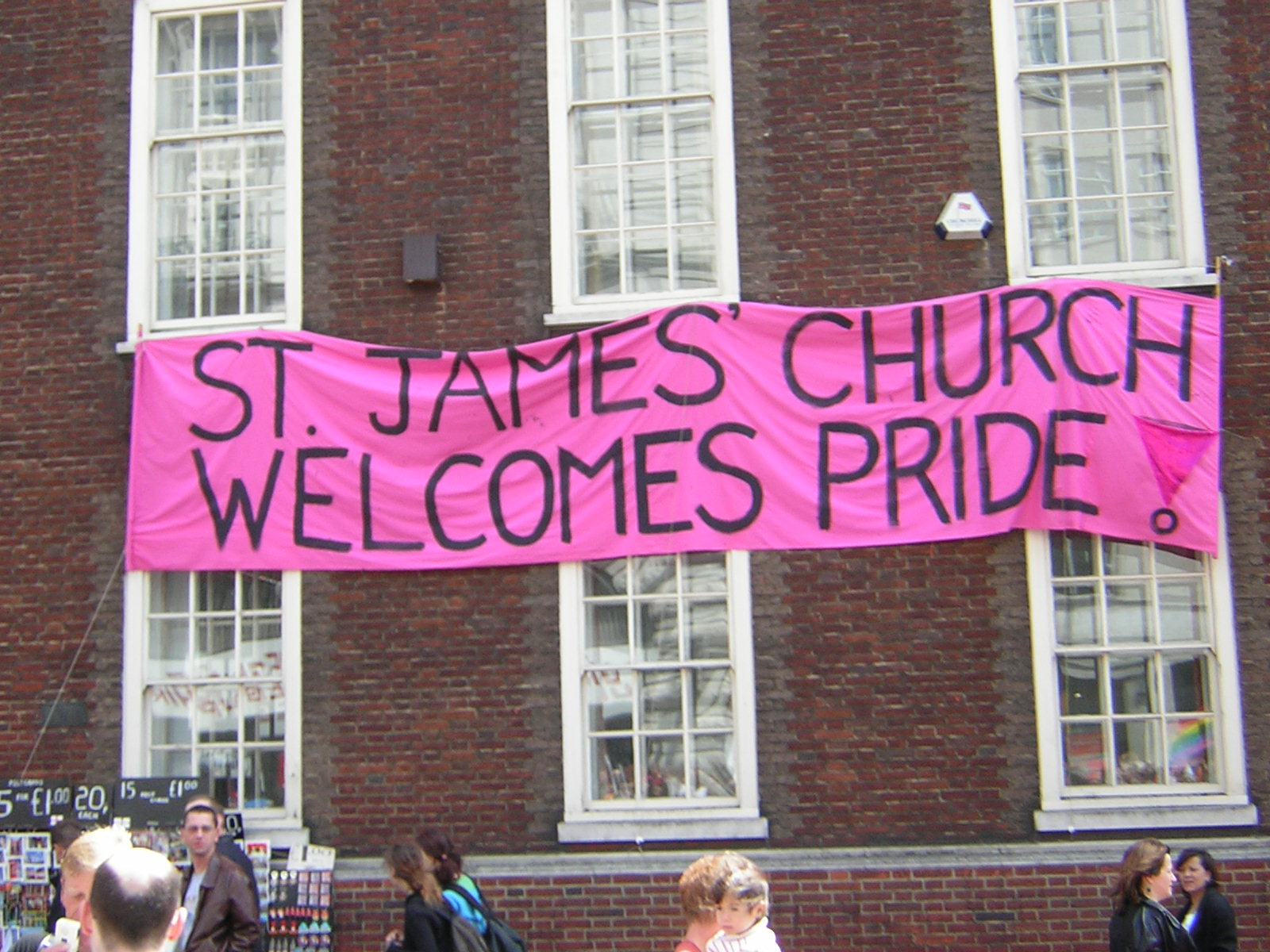
Accueil des personnes LGBT à l'église lors de la Marche des fiertés de Londres, en 2004.

Des concerts sont régulièrement organisés dans l'église, avec de musiciens contemporains populaires tels que R.E.M.. la musicienne folk Laura Marling et Devin Townsend.
Hauser & Wirth, une galerie d'art contemporain, organise un programme d'expositions de sculptures en plein air à Southwood Garden dans l'enceinte de l'église. La première exposition est celle du sculpteur suisse Hans Josephsohn, qui s'est déroulée de septembre 2009 à janvier 2010. Du 23 décembre 2013 au 5 janvier 2014, lors de la manifestation « Bethléem Unwrapped » contre la barrière de séparation israélienne en Cisjordanie, Justin Butcher, Geof Thompson et Dean Willars, construisent une grande réplique du mur.

## Recteurs

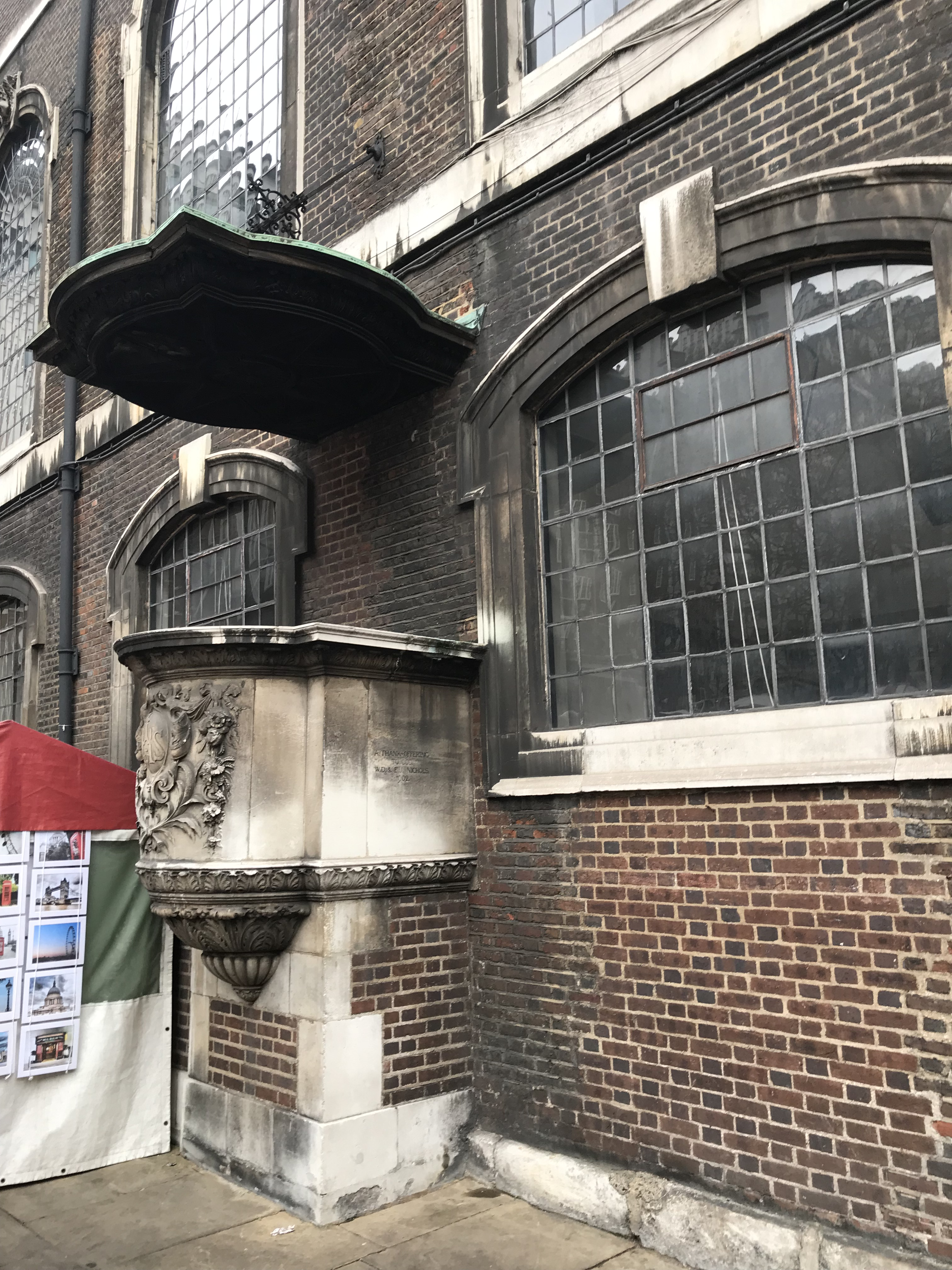
La chaire extérieure.

- 1685–1692 Thomas Tenison (plus tard archevêque de Cantorbéry)
- 1692–1695 Peter Birch (contre Wake, retiré par décision de la Chambre des lords en 1695)
- 1693–1706 William Wake (plus tard archevêque de Cantorbéry)
- 1706–1709 Charles Trimnell (également évêque de Norwich à partir de 1708, plus tard évêque de Winchester)
- 1709–1729 Samuel Clarke (philosophe)
- 1729–1733 Robert Tyrwhitt
- 1733–1750 Thomas Secker (également évêque de Bristol puis d'Oxford, plus tard archevêque de Cantorbéry)
- 1750–1759 Charles Moss (également archidiacre de Colchester, plus tard évêque de St David's puis Bath & Wells)
- 1759-1763 Samuel Nicolls
- 1763–1802 William Parker
- 1802–1825 Gerrard Andrewes (également doyen de Cantorbéry à partir de 1809)
- 1825–1845 John Giffard Ward (plus tard doyen de Lincoln)
- 1846–1853 John Jackson (plus tard évêque de Lincoln puis Londres)
- 1853–1895 John Edward Kempe
- 1895–1900 Alfred Barry (anciennement évêque de Sydney)
- 1900–1914 Joseph McCormick
- 1914-1918 William Temple (plus tard archevêque de Cantorbéry)
- 1918-1922 Herbert Priestley Cronshaw
- 1922–1954 Charles Lambert (également archidiacre de Hampstead)
- 1954-1967 John Brewis (anciennement archidiacre de Doncaster)
- 1967-1980 Bill Baddeley (anciennement doyen de Brisbane)
- 1980–1998 Donald Reeves
- 1999-2009 Charles Hedley
- 2010– Lucy Winkett

## Paroissiens notables

### Baptêmes notables
- Sir Joseph Banks, baptisé le 13 février 1743.
- William Blake, baptisé en 1757.
- Ottobah Cugoano, baptisé (sous le nom de John Stuart) le 20 août 1773.
- George Thomas Smart, baptisé le 2 juin 1776[8].
- Philip Stanhope, 4e comte de Chesterfield

### Mariages notables

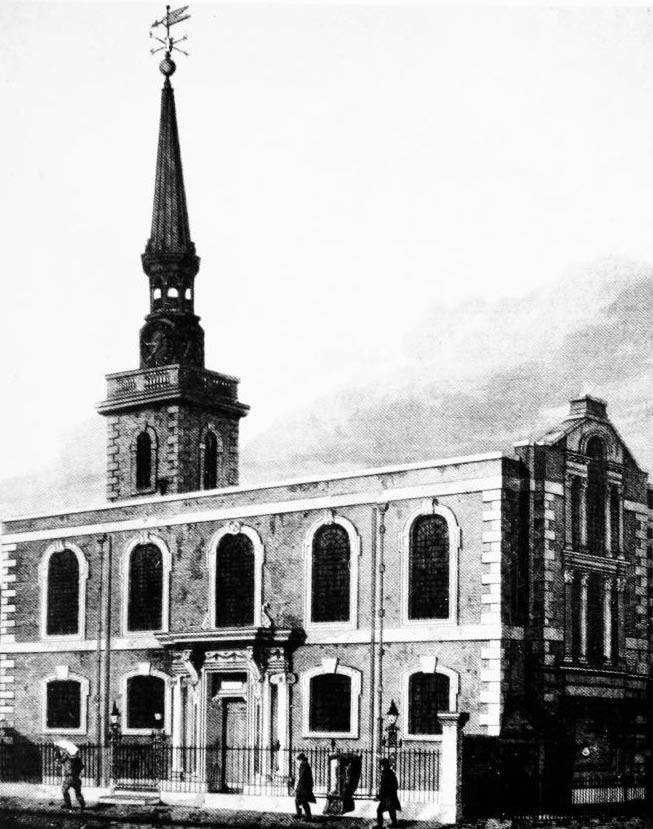
Église en 1815.

- George Bass, explorateur de l'Australie et du détroit de Bass, épousa Elizabeth Waterhouse en 1800.
- Michael William Sharp, portraitiste, a épousé l'actrice et danseuse Arabella Menage en 1804[9],[10].
- Georges-Alexis, marquis d'Amboise et Louisa Barwell, fille de Richard Barwell, député, en 1815.
- Philip Hardwick, l'architecte, épousa Julia Shaw en 1819.
- Samuel Baker, explorateur de l'Afrique, avec Florence Barbara Maria von Sass, le 5 novembre 1865,
- John Cyril Porte, pionnier de l'aviation et coureur aérien, épousa Minnie Miller le 16 août 1916.
- Robert Graves, auteur et poète, a épousé Nancy Nicholson dans l'église en 1918.
- John Seward Johnson I, l'héritier américain et fils de Robert Wood Johnson I (cofondateur de Johnson & Johnson, a épousé Ruth Dill, la sœur de Diana Dill, en 1924.
- James Arbuthnot MP, a épousé Emma Broadbent, fille de Michael Broadbent, en 1984.

### Obsèques notables
- Jean Arbuthnot, inhumé en 1735
- Sir Charles Asgill, 2e baronnet, écuyer de Frederick, duc d'York
- Sir George Baker, 1er baronnet, médecin du roi George III (mémorial à l'église)
- Mary Beale, l'une des premières femmes artistes professionnelles, inhumée en 1699
- Robert Anning Bell, artiste et designer (mémorial dans l'église)
- Lieutenant-général Sir Colin Campbell, officier de l'armée britannique et gouverneur colonial
- Charles Cotton, poète et écrivain, surtout connu pour avoir traduit l'œuvre de Michel de Montaigne du français, pour ses contributions à The Compleat Angler et pour l'influent The Compleat Gamester (mémorial à l'église)
- Sir Richard Croft, 6e baronnet, médecin de la famille royale britannique et obstétricien de la princesse Charlotte de Galles. Il est devenu célèbre en raison de son rôle dans 'la triple tragédie obstétricale' de 1817. (mémorial dans l'église)
- François-André Danican Philidor (1726-1795), compositeur, musicien et joueur d'échecs
- William Douglas, 4e duc de Queensberry (également connu sous le nom de "Old Q." ) [11]
- James Gillray, célèbre caricaturiste
- Lord Anne Hamilton, fils cadet de James Hamilton, 4e duc de Hamilton
- William Hunter, anatomiste (mémorial à l'église)
- Pedro Vicente Maldonado, scientifique équatorien (mémorial à l'église)
- William McGillivray et son épouse, Magdalen MacDonald (mémorial dans l'église)
- Étienne Pierre Rigaud, historien des mathématiques et astronome (mémorial dans l'église).
- Benjamin Stillingfleet, botaniste, le premier bas- bleu [12]
- Thomas Sydenham (1624-1689)
- Samuel Turner, premier visiteur britannique au Tibet, inhumé en 1802
- Willem van de Velde, l'ancien, peintre de marine (mémorial dans l'église)
- Willem van de Velde, le jeune, peintre de marine (mémorial dans l'église)

## Architecture
L'édifice est en briques rouges, encadré par des pierres pierre de Portland. Son intérieur présente des galeries sur trois côtés, soutenues par des colonnes carrés. La nef possède une voûte en berceau soutenue par des colonnes corinthiennes. Le bénitier en marbre sculpté et le retable en bois de tilleul sont deux exemples notables de l'œuvre de Grinling Gibbons.  En 1902, une chaire extérieure est érigée sur le mur nord de l'église. Il a été conçu par Temple Moore et sculpté par Laurence Arthur Turner.